# Sennwald
Sennwald is een gemeente en plaats in het Zwitserse kanton Sankt Gallen, en maakt deel uit van het district Werdenberg.
Sennwald telt 4686 inwoners.

## Externe link

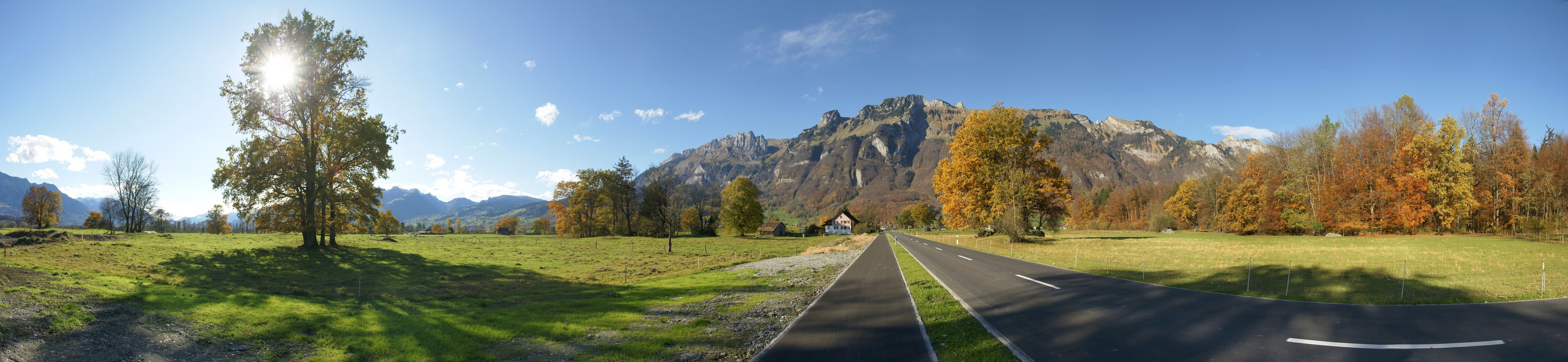
Bergpanorama vanuit Sennwald